# Fort St. John
Pour les articles homonymes, voir Saint-John, Saint John et Saint John's (homonymie).
Fort Saint John est une cité (city) de la Colombie-Britannique, située dans le district régional de Peace River. Au recensement de 2016, on y a dénombré une population de 20 155 habitants.
Créé à l'origine en 1794, comme Poste pour la traite, Fort Saint John est la plus ancienne colonie établie par des Européens, dans l'actuelle Colombie-Britannique[réf. nécessaire].
En 2001, la population de Fort Saint John était de 16 034 habitants (soit une augmentation de 6,7 % par rapport au recensement de 1996).
La superficie de la municipalité est de 21,54 kilomètres carrés.
Fort Saint John est desservi par le North Peace Airport.
La devise de la cité est : Fort Saint John: The Energetic City (« Fort Saint John : La cité énergique »).

## Démographie
| 2001   | 2006   | 2011   | 2016   |
| ------ | ------ | ------ | ------ |
| 16 051 | 17 402 | 18 609 | 20 155 |